# Bergse schapenneus

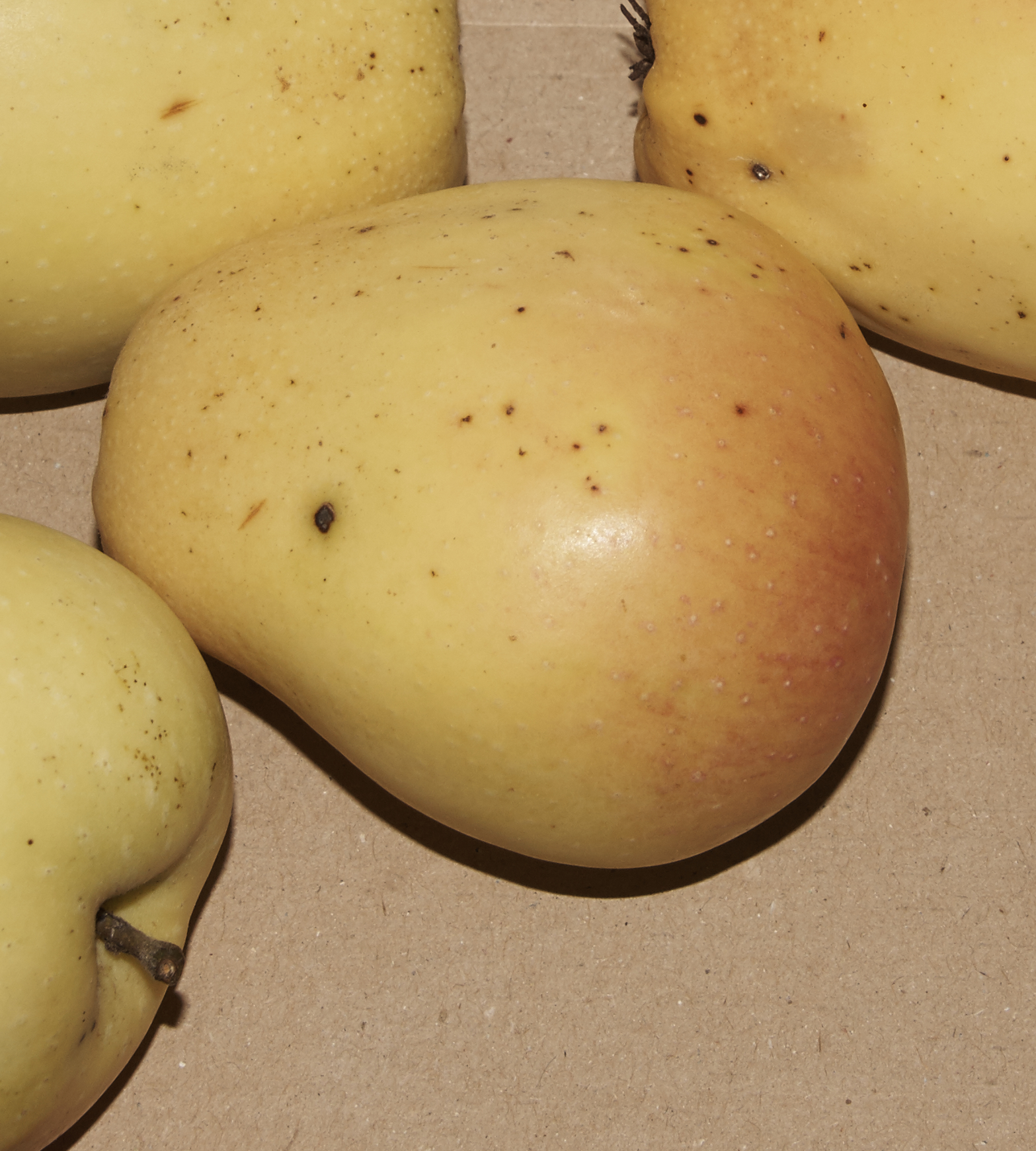
Bergse schapenneus

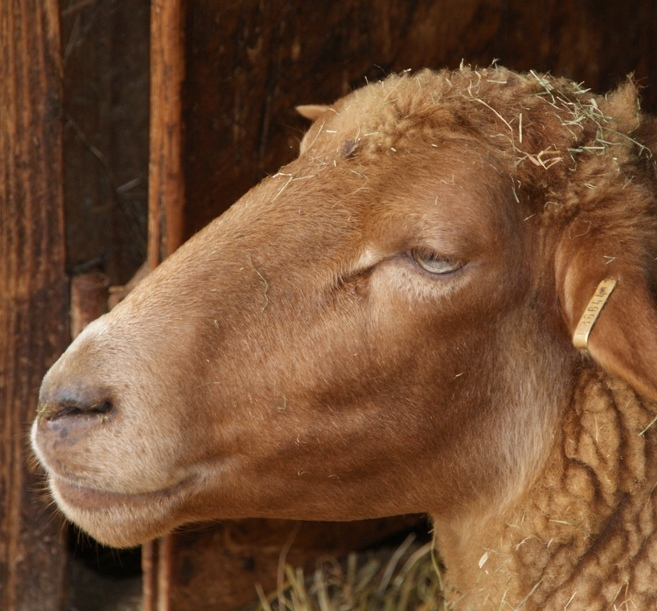
Schaapskop

De Bergse schapenneus of Bergse schaapsneus (Duits: "Bergische Schafsnase" of "Bergische Schlotterappel") of is een traditionele zoete appelsoort uit het Bergse Land met een typische vorm. 

## Oorsprong en relatie tot andere appelsoorten
Aangezien genetische studies ontbreken, bestaat geen duidelijkheid over de oorsprong van de Bergse schaapsneus. Omdat de Rheinische Schafsnase uit het Rhein-Main-gebied en het Midden-Rijndal dezelfde vorm heeft, wordt een verwantschap vermoed.  De soort wordt sinds de 18de eeuw beschreven. 
Een andere geelgekleurde appelsoort met dezelfde vorm werd in de oudere literatuur ook als schapenneus aangeduid en kwam uit het Münsterland. 
De in Zuid-Limburg en Vlaanderen bekende Keuleman wordt regionaal ook als schaapsneus of schapenneus aangeduid en zou zijn oorsprong in Duitsland hebben. De kleur en tekening passen echter meer tot de Rheinische Schafsnase of de Rote gestreifte Schafsnase als tot de Bergse schapenneus.  

## Beschrijving
De boom wordt ca. 10 meter hoog. De vrucht zelf is groot en bezit een erg zoete en aromatische smaak. De vorm komt overeen met een kegel die zich in de richting van de kelk versmalt (omgekeerde peervorm). Hierdoor is de naam schapenneus ontstaan door de gelijkenis met een schaapskop.  De schil is erg stevig, geel met soms een rode vlek. Wanneer de appel rijpt, kunnen de zaden in het klokhuis een rammelend geluid maken, wat mogelijk de naam schlotterappel (klapperappel) verklaart.

## Teelt
De Bergse schapenneus is een robuuste appelsoort die vooral goed gedijt op leemachtige gronden. De bloei is relatief vroeg in april, terwijl de oogst tamelijk laat in oktober is. De vrucht wordt als handappel geconsumeerd. Vanwege het suikergehalte was de soort vroeger ook geliefd voor de productie van sap en stroop. De schapenneus kan lang bewaard worden. 